# Григораш Анатолій Володимирович
Анатолій Володимирович Григораш (1994—2024) — старший солдат збройних сил України, учасник російсько-української війни.

## Життєпис
Народився 12 березня 1994 року в місті Фастів. Закінчив Фастівську загальноосвітню школу №1, потім закінчив Фастівський автодорожній технікум. Вищу освіту здобув у Києві. Після здобуття освіти відслужив строкову службу. Після закінчення служби працював у магазині. 
З перших днів повномасштабного російського вторгнення став на захист України. Проходив службу у 96-й зенітно-ракетній бригаді. 10 жовтня 2022 року під час масованої ракетної атаки, збив ракету, за що був нагороджений орденом «За мужність» III ступеня.
У 2024 році був переведений до 95-ї десантно-штурмової бригади.
Загинув 1 серпня 2024 року на Луганщині.

## Нагороди
- Орден «За мужність» II ступеня (посмертно)[1].
- Орден «За мужність» III ступеня[2].